# Пачеджиев, Георгий
Гео́ргий Пачеджи́ев (болг. Георги Пачеджиев; 1 марта 1916, София — 12 апреля 2005, София) — болгарский футболист, игравший на позиции полузащитника. По завершении игровой карьеры — тренер. Заслуженный мастер спорта Болгарии (1961) и заслуженный тренер (1980).
Выступал за национальную сборную Болгарии, которую потом тренировал и как главный тренер. Руководил национальной сборной на чемпионате мира 1962 года.

## Клубная карьера
В профессиональном футболе дебютировал за команду «Спортклуб» (София), с которой стал чемпионом Болгарии в 1935 году, после чего играл за «АС-23», с которым выиграл Кубок Болгарии в 1941 году.
В 1946 году стал игроком клуба «Левски», в составе которого дважды стал чемпионом Болгарии (1947 и 1949), один раз обладателем Кубка страны (1949) и один раз — чемпионом Софии (1948).
По специальности он был строительным техником, и потому после 1950 года до 38 лет играл за «Строител» (София). Георгий был вынужден завершить свою игровую карьеру из-за тяжёлой травмы в конце 1953 года.

## Карьера в сборной
20 октября 1935 года дебютировал в официальных матчах в составе национальной сборной Болгарии во встрече против Германии (2:4), а 7 ноября 1937 года забил свой первый гол за сборную в матче квалификации на чемпионат мира в ворота действующих вице-чемпионов мира сборной Чехословакии, благодаря чему болгары сумели сыграть в престижную ничью 1:1.
Последний матч за сборную провел 12 ноября 1950 года против Венгрии (1:1). В течение карьеры в национальной команде, которая длилась 16 лет, провёл в её форме 9 матчей, забив 2 гола.

## Тренерская карьера
В 1954 году окончил тренерскую школу в Москве, после чего получил назначение на должность тренера молодёжной сборной. С этой командой Пачеджиев вышел на Юниорский турнир УЕФА 1955 в Италии. На турнире болгарская команда победила Северную Ирландию (5:1), Польшу (6:1) и сыграла вничью с Испанией (2:2), благодаря чему заняла первое место в группе, впрочем, согласно тогдашнему регламенту, матчи плей-офф не были предусмотрены и победитель турнира определён не был.
С 1956 года он занимал должность главного тренера «Левски», где работал до 1959 года и трижды выигрывал Кубок страны (1956, 1957 и 1959), используя ряд молодых игроков из своей юношеской сборной.
В дальнейшем Георгий возглавил национальную сборную Болгарии, которую сенсационно сумел вывести на чемпионат мира 1962 года в Чили, пройдя в квалификации грозных французов. После поражения в Париже, в ответном матче в Софии Болгария победила со счетом 1:0, из-за чего был назначен дополнительный решающий матч, который состоялся 16 декабря 1961 года в Милане, французы снова были повержены со счетом 1:0 после гола Димитра Якимова. Таким образом, Болгария впервые в своей истории вышла в финальную часть чемпионатов мира. На самом «мундиале» болгары выступили не так удачно, набрав всего одно очко в группе и стали последними в группе, а в конце года Пачеджиев покинул сборную.
В дальнейшем тренировал клубы «Поморье» и «Черноморец» (Бургас), а также кипрскую «Омонию», с которой стал чемпионом Кипра в 1966 году.
Умер 12 апреля 2005 года на 90-м году жизни.

## Достижения

### В качестве игрока
«Спортклуб» (София)
- Чемпион Болгарии: 1935

«АС 23» (София)
- Обладатель Кубка Болгарии: 1941

«Левски»
- Чемпион Болгарии: 1947, 1949
- Обладатель Кубка Болгарии: 1947, 1949

### В качестве тренера
«Левски»
- Обладатель Кубка Болгарии (3): 1956, 1957, 1959

«Омония»
- Чемпион Кипра: 1966

### Индивидуальные
- Лучший бомбардир чемпионата Болгарии: 1938/1939 (14 мячей)